# NSG Altrhein Reeser Eyland, mit Erweiterung
NSG Altrhein Reeser Eyland, mit Erweiterung este o arie protejată (arie specială de conservare — SAC, sit de importanță comunitară — SCI) din Germania întinsă pe o suprafață de 45,35 ha, integral pe uscat.

## Localizare
Centrul sitului NSG Altrhein Reeser Eyland, mit Erweiterung este situat la coordonatele 51°45′29″N 6°26′07″E / 51.7581°N 6.4353°E.

## Înființare
Situl NSG Altrhein Reeser Eyland, mit Erweiterung a fost declarat sit de importanță comunitară în octombrie 2000 pentru a proteja 1 specie de animale. Situl a fost protejat și ca arie specială de conservare în iulie 2010.

## Biodiversitate
Situată în ecoregiunea atlantică, aria protejată conține 3 habitate naturale: Lacuri eutrofice naturale cu vegetație de tip Magnopotamion sau Hydrocharition, Liziere de ierburi înalte hidrofile de câmpie și de nivel montan până la alpin, Păduri aluvionare cu Alnus glutinosa și Fraxinus excelsior (Alno-Padion, Alnion incanae, Salicion albae).
La baza desemnării sitului se află o specie protejată de  pești: boarță (Rhodeus amarus).
Pe lângă speciile protejate, pe teritoriul sitului au mai fost identificate 5 specii de mamifere, 7 specii de nevertebrate.